# Ronald Shroyer
Ronald Lynn Shroyer (1941) is een Amerikaans componist, muziekpedagoog, dirigent, fluitist en tenor-saxofonist.

## Levensloop
Shroyer is een zoon van John Wesley Shroyer en zijn vrouw Esther Hope Shroyer. Hij studeerde aan de Northeast Missouri State University, nu: Truman State University in Kirksville, (Missouri), waar hij in 1963 zijn Bachelor of Science behaalde. Aansluitend studeerde hij aan de Universiteit van Centraal Missouri (UCM) te Warrensburg (Missouri) en behaalde aldaar in 1967 zijn Master of Arts. Verder studeerde hij aan het Muziek-conservatorium van de Universiteit van Missouri-Kansas City (UMKC) in Kansas City (Missouri) en promoveerde aldaar tot Doctor of Musical Arts in compositie en muziektheorie in 1975.
Vanaf 1976 doceert hij aan het Swinney Conservatory of Music van de Central Methodist University (CMU), Fayette (Missouri). Tegenwoordig is hij decaan van het Swinney Conservatory of Music en director van de afdeling Fine and Performing Arts.
Shroyer schrijft als componist voor verschillende genres, maar vooral voor harmonieorkesten.

## Composities

### Werken voor harmonieorkest
- 1967 Three songs of Soloman
- 1986 Burleske
- 1989 A Folk Fantasy
- 2006 Kaleidoscope
- Three songs
  1. Make a joyful noise
  2. Create in me a clean heart
  3. I've got a crown

### Vocale muziek
- 1975 Out of darkness, voor sopraan, kamer-ensemble en geluidsband

### Kamermuziek
- 1987 It's either a song or a dance, voor klarinet solo 
  1. Hoedown
  2. Song with furbelows
  3. Waltz
  4. Song without furbelows
  5. Blues
- Quintet for brass
- Three American folk songs, voor koperkwintet 
  1. Charlie is my darlin'
  2. Nine hundred miles
  3. Froggy went a-courtin'

### Werken voor jazz-ensemble
- 1999 Eli and David

- International Standard Name Identifier: 0000 0000 4140 1602
- Library of Congress Control Number: no98009891
- Virtual International Authority File: 51300167
- WorldCat: E39PBJgXbY97m9tGqVmWXBXcfq